# Златњики
Златњики (слч. Zlatníky) насељено је мјесто са административним статусом сеоске општине (слч. obec) у округу Бановце на Бебрави, у Тренчинском крају, Словачка Република.

## Становништво
| Година:    | 1994. | 2004.   | 2014.   | 2024.   |
| ---------- | ----- | ------- | ------- | ------- |
| Број људи: | 706   | 726     | 684     | 694     |
| Разлика:   |       | +2,83 % | -5,78 % | +1,46 % |

| Година:    | 2023. | 2024.   |
| ---------- | ----- | ------- |
| Број људи: | 689   | 694     |
| Разлика:   |       | +0,72 % |

Према подацима о броју становника из 2011. године насеље је имало 671 становника.